# Robert Mennen
Robert Mennen (* 5. April 1985 in Rheine) ist ein deutscher Radsportler im Bereich Mountainbike.

## Sport
Robert Mennen ist seit dem Jahr 2009 Radprofi im Topeak-Ergon Racing Team. Er betreibt im Mountainbiken die Disziplin Marathon und vereinzelt noch die olympische Disziplin Cross Country. Sein Heimatverein ist der BSV Profil Hürtgenwald.

Großes Aufsehen erregte im Jahr 2013 sein Sturz beim größten Mountainbike-Etappenrennen, dem ABSA Cape Epic. Dort stieß er auf der ersten Etappe mit einer Antilope zusammen, nachdem er zuvor den Prolog mit seinem Teamkollegen Alban Lakata auf dem vierten Rang beendete. Er musste das Rennen daraufhin mit einem Schlüsselbeinbruch beenden. Sein Teampartner Alban Lakata fuhr das Rennen danach außerhalb der Wertung zu Ende.
Ein Jahr später konnte Robert die „Tour de France der Mountainbiker“, wie das Cape Epic oft genannt wird, zusammen mit seinem Teamkollegen Kristian Hynek (CZ), gewinnen.

## Privates
Der ledige Robert Mennen wohnte in Irresheim bei Nörvenich. Derzeit (2012) lebt er in Würselen. Nach seinem Bachelor-Studium der Betriebswirtschaftslehre an der RWTH Aachen schloss er 2013 den Master-Studiengang der Wirtschaftswissenschaften an der Fernuniversität Hagen erfolgreich ab.

## Erfolge
Saison 2014
1. Platz Absa Cape Epic (zusammen mit Kristian Hynek)
Saison 2013
Deutscher Meister Marathon (XCM) in Münsingen
Gesamtwertung Vaude Trans Schwarzwald
Gesamtwertung Andalucia Bike Race (zusammen mit Alban Lakata)
2.  Platz Craft Bike Transalp
3.  Platz World Series O-Tour Opwalden
Saison 2012
Gesamtsieg Craft Bike Transalp (zusammen mit Alban Lakata)
12. Platz WM Marathon Ornans (FRA)
2.  Platz Deutsche Meisterschaft Marathon (XCM) Singen
1.  Platz Willingen Bike Marathon
5.  Platz Absa Cape Epic (zusammen mit Alban Lakata)
3.  Platz Deutsche Meisterschaft Cross-Country (XCO) Bad Säckingen
Saison 2011
Gesamtwertung Trans Zollernalb
3.  Platz Deutsche Meisterschaft Cross-Country (XCO) Albstadt
9.  Platz WM Marathon (XCM) Montebelluna (ITA)
2.  Platz World Series Kirchberg Kitzalp Bike Marathon
Saison 2010
Etappensieg 4. Etappe Trans Germany
4.  Platz Deutsche Meisterschaft Cross-Country (XCo) Bad Salzdetfurth
31. Platz World Cup Houffalize (BEL)
35. Platz World Cup Dalby Forest (GB)
Saison 2009
4.  Platz Deutsche Meisterschaft Cross-Country (XCO) St. Märgen
27. Platz World Cup Schladming (AUT)
2.  Platz Bundesliga Saalhausen
Mennen war festes Mitglied im Nationalkader von 2005 bis 2007 und von 2009 bis 2012.